# Сара Вінман
Сара Вінман (нар. 24 грудня 1964) — британська письменниця та актриса.

## Життєпис
2011 року дебютний роман Вінман «Коли Бог був кроликом» (2011) став міжнародним бестселером і приніс авторці кілька нагород, зокрема перемогу у номінації «Новий письменник року» на премії Galaxy National Book Awards.
Другий роман Вінман, «Рік Марвелос Вейз» (2015), вийшов 18 червня 2015 року.
Третій роман, «Бляшаний чоловік», вийшов 27 липня 2017 року та увійшов до короткого списку премії Costa Book Awards 2017.
Четвертий роман, «Натюрморт», вийшов 1 червня 2021 року.
Вінман — відкрита лесбійка, яка здійснила камінг-аут на початку 80-х.

## Фільмографія
- Тиха змова (1989)
- Акт волі (1989)
- Химера (1991)
- Будь щасливим (1991)
- El CID (1992)
- Таємниці інспектора Аллейна (1993)
- Розбитий (1994)
- Чендлер і компанія (1995)
- Вересень (1996)
- Таґгарт (1998)
- Правосуддя (1998)
- Убивства в Мідсомері (1999)
- Лікарі (2001)
- Відкриття раю (2001)
- Сага про Форсайтів (2002)
- Погані дівчата (2002)
- Головний підозрюваний VI: Останній свідок (2003)
- Війна Фойла (2003)
- Законопроєкт (2003—2005)
- Аварія (2005)
- Герберт Веллс: Війна зі світом (2006)
- Consuming Passion: 100 Years of Mills & Boon (2008)
- Голбі Сіті (2008—2010)[7]
- Незаперечний (2014)
- Викликайте акушерку епізод 5 серія 6 (2017)[8]